# Watson Cheyne
Le contre-amiral Sir William Watson Cheyne, 1er baronnet, né le 14 décembre 1852 et mort le 19 avril 1932, est un chirurgien et bactériologiste écossais, pionnier de l'utilisation de méthodes chirurgicales antiseptiques au Royaume-Uni.

## Jeunesse et éducation
Cheyne est né en mer au large de Hobart, en Tasmanie. Son père, Andrew Cheyne, est l'aîné de deux enfants illégitimes nés de James Cheyne, qui est le plus jeune frère de John Cheyne, le Laird de Tangwick (Northmavine, Shetland). Son père grandit à Tangwick Haa et part en mer vers l'âge de douze ans, avant de prendre le commandement d'un brick en Extrême-Orient à l'âge de 22 ans. Sa mère Eliza meurt en 1856, laissant Willam Cheyne être élevé par son grand-père, le révérend William Watson, et ensuite par sa tante et son oncle à Fetlar.
En 1864, il est envoyé à la Aberdeen Grammar School, et il y reste jusqu'en 1868, date à laquelle il se rend au King's College d'Aberdeen pour étudier en vue d'obtenir un diplôme en arts, qu'il ne termine pas. Son oncle et sa tante souhaitent qu'il se forme au ministère, mais comme son père, son propre penchant est pour la mer. Avec l'idée que s'il devenait médecin, il pourrait rejoindre la marine, il entre à l'Université d'Édimbourg pour étudier la médecine en mai 1871. Il obtient son diplôme de médecine et de chirurgie en 1875. Deux ans plus tard, il remporte la Syme Surgical Fellowship pour sa thèse, Record of some work done during the winter session 1876-77.

## Carrière

### Carrière médicale
Cheyne devient le chirurgien interne de Joseph Lister, le fondateur britannique de la médecine antiseptique, en 1876. La bactériologie fait l'objet de nombreuses recherches en France et en Allemagne dans les années 1870 et 1880, mais peu de travaux sont effectués sur le terrain en Grande-Bretagne. Lister est l'un des rares pionniers de son étude en Grande-Bretagne. En 1877, ils occupent des postes au King's College Hospital, où Cheyne est chirurgien assistant, puis chirurgien de 1880 à 1917 et également professeur de chirurgie de 1891 à 1917. Il est un adepte de Lister et de ses méthodes chirurgicales antiseptiques. Cheyne est grandement inspiré par les travaux du bactériologiste allemand Robert Koch et traduit son ouvrage Untersuchungen über die Aetiologie der Wundinfenktionskrankheiten (1878) pour la New Sydenham Society en 1880, ce qui améliore grandement l'acceptation de la bactériologie en Grande-Bretagne. Il fait publier un ouvrage en 1882, Antiseptic Surgery: Its Principles, Practice, History and Results, et plus tard en 1925 un livre, Lister and His Achievement. Le travail qu'il effectue au début de sa carrière sur les bactéries et la médecine préventive est fortement influencé par Koch, et au printemps 1886, Cheyne visite le laboratoire de Koch à Berlin et étudie ses méthodes. Il entreprend des essais sur la tuberculine et rapporte ses découvertes au RMCS en avril 1891. Il constate que l'administration de doses répétées améliore l'état des patients, mais agit rarement comme un remède. Son article est reconnu comme la première contribution importante sur le sujet en France. Il est élu membre de la Royal Society en 1894.

### Service militaire
Cheyne sert pendant la guerre des Boers en tant que chirurgien consultant pour l'armée britannique en Afrique du Sud de 1900 à 1901. Dans une dépêche datée du 31 mars 1900, le commandant en chef en Afrique du Sud, Lord Roberts, décrit comment Cheyne a "rendu un service inestimable par ... des conseils et une assistance aux médecins militaires" et "été infatigable dans ... le travail parmi les blessés et les malades".  En 1910, il est nommé chirurgien ordinaire honoraire du roi George V. Avec le déclenchement de la Première Guerre mondiale, il devient chirurgien consultant de la Royal Navy en 1914 et, en 1915, est pendant une courte période chirurgien général de la Marine par intérim. Il est ensuite nommé chirurgien contre-amiral et KCMG. De 1914 à 1916, il est président du Collège royal des chirurgiens d'Angleterre et, en 1924, il reçoit la première médaille Lister pour ses contributions à la science chirurgicale. L'année suivante, il prononce la première conférence commémorative Lister. Il est fait baronnet en 1908.

### Carrière politique
En 1917, il est élu député unioniste pour les universités d'Édimbourg et de St Andrews et pour les universités écossaises combinées en 1918, occupant le siège jusqu'à ce qu'il ne se représente pas aux élections générales de 1922.

## Dernières années
Il est nommé Lord Lieutenant des Orcades et des Shetland en 1919. Cheyne quitte Londres au début des années 1920 et se retire à Fetlar. Il démissionne de son poste de Lord Lieutenant en 1930. Il meurt en 1932 à l'âge de 79 ans dans un sanatorium en Angleterre après une longue maladie.

## Travaux
- Antiseptic Surgery: Its Principles, Practice, History and Results (1882)
- Lister and His Achievement (1885)
- Manual of the Antiseptic Treatment of Wounds (1885)
- Manual of Surgical Treatment, 7 vol. (1899–1903; avec F. Burghard)

Cheyne donne son nom à l'instrument de chirurgie vasculaire couramment utilisé, le «dissecteur Watson Cheyne», qui est utilisé dans les procédures d'endartériectomie pour aider à séparer la plaque athérosclérotique de la paroi artérielle. L'instrument est généralement construit avec deux pointes différentes, une pointe de sonde et une pointe d'élévateur.